# Khalid Khawaja
Khalid Khawaja, surnommé colonel Khawaja (1954-30 avril 2010), était un ancien pilote des Forces aériennes pakistanaises, chef d'escadron, et ex-agent de l'Inter-Services Intelligence (ISI), le service de renseignement militaire,.

## Biographie
Il s'est lui-même décrit comme proche d'Oussama ben Laden dans les premiers temps de la première guerre d'Afghanistan (1979-89),, et fut contraint de démissionner sous le général Ziu-ul-Haq (1978-88), vers 1986-87, pour avoir publiquement accusé le général d'être plus intéressé à maintenir son pouvoir qu'à instaurer un État islamique. Il rejoignit alors les moudjahidin, devenant, selon ses dires, ami avec Abdullah Azzam, un mentor de Ben Laden, Oussama et le sheikh Abdul Majeed Zindani (en), autre mentor de Ben Laden, tout en restant en contact avec l'ISI et son directeur, le lieutenant-général Hamid Gul.
Après la mort de Ziu-ul-Haq dans un accident d'avion, il participa à la création de l'Alliance démocratique islamique, une coalition entre la Ligue musulmane du Pakistan et la Jamaat-e-Islami s'opposant au Parti du peuple pakistanais (PPP) de Benazir Bhutto. Ces actions se firent en coordination avec le lieutenant-général Hamid Gul.
Selon Khawaja, après la victoire du PPP, Oussama Ben Laden lui aurait fait transférer des fonds vers Nawaz Sharif, qui aurait rencontré trois fois Ben Laden en Arabie saoudite, afin de le soutenir contre Bhutto. Oussama l'aurait même introduit à la famille royale saoudite, qui a soutenu Sharif, qui fut remplacé par le général Pervez Musharraf à la suite du coup d'État de 1999.
Avant la chute du régime taliban, Khawaja participe aux négociations confidentielles entre les États-Unis et le régime taliban.
Khawaja aurait été proche, selon l'Asia Times, de l'homme d'affaires Mansoor Ijaz (en), « un citoyen américain d'origine pakistanaise avec des liens étroits avec l'aile droite du Parti républicain ». Ijaz aurait été en cours de négociations avec les talibans pakistanais.
Khalid Khawaja a aussi été porte-parole de l'ONG pakistanaise Défense des droits de l'homme, qui s'est impliquée dans la défense de détenus de Guantánamo. Il déclarait alors (en 2005) que dans les conflits terroristes, il ne s'agissait pas tant de "conflits de civilisation" que de conflits d'intérêts entre des États puissants manipulant certains individus. Dans la même interview, il condamne comme « non-islamiques » les attentats-suicides commis « au hasard ». Critiquant l'administration Bush, il s'est également excusé, dans une tribune d'Al Jazeera et « au nom de l'Oumma », « à chaque Américain pour la perte de ne serait-ce qu'une vie innocente dans tout événement tragique, y compris le 11 septembre 2001, dans lequel ceux qui prétendent que l'islam est leur vraie religion ont été impliqués ».
Il fut arrêté à Aabpara (Pakistan) le 26 janvier 2007 pour distribution de propagande haineuse (§295A du Code pénal pakistanais), ce qu'il nia.
Il a été retrouvé mort à Miranshah le 30 avril 2010, un mois après avoir été enlevé dans le Waziristan du Nord par un groupe s'appelant les « Tigres asiatiques ». Le groupe l'a accusé de travailler pour la CIA et l'ISI. Officiellement, Khawaja était dans le camp anti-américain et pro-taliban et voyageait dans cette région soumise à diverses opérations militaires en compagnie du colonel Imam, autre ex-agent de l'ISI très proche des talibans. Cependant, beaucoup de militants islamistes le détestaient depuis l'assaut de la Mosquée rouge, au cours duquel il aurait préparé l'arrestation de l'imam Abdul Aziz Ghazi. Ce dernier lui a pourtant rendu hommage après sa mort et a même dirigé la prière lors de son enterrement.